# Classe Forrestal
La classe Forrestal est une classe de porte-avions de l'US Navy mise en service au cours des années 1950. Les quatre navires de cette classe constituent les premiers exemplaires de super porte-avions d'un déplacement de 75 000 tonnes. Le navire tête de série de cette classe est le USS Forrestal, qui tient son nom de James V Forrestal, secrétaire à la Marine sous les présidences Roosevelt et Truman.
Les quatre porte-avions de la classe Forrestal furent les premiers porte-avions à être conçus après la Seconde Guerre mondiale. En choisissant de construire des super porte-avions, l'US Navy renonce à pouvoir les faire transiter par le canal de Panama.

## Historique
Bien que lancée en tant que porte-avions à pont axial, la classe Forrestal fut la première classe à être construite d'origine avec un pont oblique. (Le Forrestal et le Saratoga furent modifiés avant la fin du chantier avec un pont oblique, le Ranger et l'Independence furent dès l’origine prévus avec cette configuration). Cette classe était 25 % plus grande que la classe Midway (lancée fin 1945).
Ces navires sont entrés en service dans les années 1950 et ont pris part à la guerre du Viêt Nam. Modernisés au début des années 1980, ils furent également engagés durant la  guerre du Golfe. Dans les années 1990, ces quatre navires furent retirés du service et placés dans la flotte de réserve avant d'être rayés des cadres de la flotte en 2006.

## Autres caractéristiques techniques
- 4 catapultes à vapeur de 90 mètres de long (après refonte de 1979)
- Hangar de 240 mètres de long, 7,6 mètres de haut
- 4 ascenseurs latéraux 15,95 m × 18,98 m

Cette classe emporte plus de 3,4 millions de litres d'essence avion et 1 670 t de munitions.

## Liste des navires
| Classe Forrestal         |               |                |                 |                    |                                        |
| Nom                      | Mise sur cale | Lancement      | Mise en service | Retrait du service | Statut                                 |
| USS Forrestal (CVA-59)   | juillet 1952  | décembre 1954  | octobre 1955    | septembre 1993     | Démantèlement en 2014 à Brownsville,   |
| USS Saratoga (CVA-60)    | décembre 1952 | octobre 1955   | avril 1956      | août 1994          | en attente de contrat de démantèlement |
| USS Ranger (CV-61)       | août 1954     | septembre 1956 | août 1957       | juillet 1993       | Démantèlement en 2015 à Brownsville    |
| USS Independence (CV-62) | juillet 1955  | juin 1958      | janvier 1959    | septembre 1998     | en attente de contrat de démantèlement |